# Bank Heist
Bank Heist (Golpe al banco en español) es un videojuego publicado en 1983 por la empresa 20th Century Fox para la consola Atari 2600.

## Argumento
El jugador es un ladrón de bancos, el cual maneja a través de un laberinto de calles (que representan a ciudad) en un automóvil de la década de 1930. El propósito es claro: ejecutar asaltos a bancos manejando a través de símbolos blancos que representan bancos. Mientras se ejecuta cada robo, el símbolo que representa el banco desaparece, y un automóvil de la policía aparece en su lugar, iniciando una persecución tras unos breves instantes. El jugador debe evitar a los policías para mantenerse con vida. Se tiene un inventario de dinamita para destruir los carros de policía.